# Joana Vanessa Carvalho
Joana Vanessa Carvalho (4 novembre 1991) è una mezzofondista e maratoneta portoghese.

## Palmarès
| Anno | Manifestazione   | Sede    | Evento         | Risultato | Prestazione | Note |
| ---- | ---------------- | ------- | -------------- | --------- | ----------- | ---- |
| 2024 | Europei          | Roma    | Mezza maratona | 51ª       | 1h14'26"    |      |
| 2024 | Europei di cross | Antalya | Corsa seniores | 55ª       | 27'49"      |      |
| 2024 | Europei di cross | Antalya | A squadre      | 9ª        | 90 p.       |      |

## Campionati nazionali
2015
- 23ª ai campionati portoghesi di 10 km su strada - 36'40"

2016
- 6ª ai campionati portoghesi, 3000 m siepi - 11'09"74

2018
- 10ª ai campionati portoghesi di 10 km su strada - 35'37"

2019
- 7ª ai campionati portoghesi, 5000 m piani - 17'00"14
- 11ª ai campionati portoghesi di 10 km su strada - 35'42"

2020
- 7ª ai campionati portoghesi, 2000 m siepi - 6'52"91
- 17ª ai campionati portoghesi di 10 km su strada - 36'28"

2021
- 5ª ai campionati portoghesi di corsa campestre - 28'21"
- 6ª ai campionati portoghesi di 10 km su strada - 36'15"

2022
- 11ª ai campionati portoghesi di corsa campestre - 27'49"
- 5ª ai campionati portoghesi di 10 km su strada - 34'40"

2023
- Oro ai campionati portoghesi, 5000 m piani - 17'14"99
- 7ª ai campionati portoghesi di 10 km su strada - 34'17"

2024
- Bronzo ai campionati portoghesi indoor, 3000 m piani - 9'43"98
- Bronzo ai campionati portoghesi di corsa campestre - 27'11"
- 12ª ai campionati portoghesi di 10 km su strada - 34'56"

2025
- 8ª ai campionati portoghesi di 10 km su strada - 34'40"
- 6ª ai campionati portoghesi di 5 km su strada - 16'29"

## Altre competizioni internazionali
2019
- 34ª alla Maratona di Valencia ( Valencia) - 2h40'30"
- 10ª alla Mezza maratona di Porto ( Porto) - 1h17'06"

2021
- Bronzo alla Mezza maratona di Porto ( Porto) - 1h16'08"

2022
- Oro alla Maratona di Porto ( Porto) - 2h35'24"
- 8ª alla Mezza maratona di Porto ( Porto) - 1h14'20"

2024
- 17ª al Cross das Amendoeiras em Flor ( Albufeira) - 33'21"
- 42ª al Cross de Atapuerca ( Atapuerca) - 29'19"